# Anarchy (album Busty Rhymesa)
Anarchy – album amerykańskiego rapera Busty Rhymesa, wydany 20 czerwca 2000 roku. Album zadebiutował na 4. miejscu listy Billboard 200 i został zatwierdzony jako platyna.

## Lista utworów
1. „Intro: The Current State Of Anarchy” – 2:27
2. „Salute Da Gods!!” – 3:46
3. „Enjoy Da Ride” – 3:36 (Produkcja Jay Dee)
4. „We Put It Down For Y’All” – 3:29 (Produkcja Swizz Beatz)
5. „Bladow!!” – 3:40 (Produkcja Scott Storch)
6. „Street Shit” – 3:54 (Produkcja Just Blaze)
7. „Live it up” – 3:41 (Produkcja Jay Dee)
8. „Fire” – 2:49 (Produkcja Busta Rhymes)
9. „All Night” – 3:44 (Produkcja Swizz Beatz)
10. „Show Me What You Got” – 3:43 (Produkcja Jay Dee)
11. „Get Out!!” – 3:03 (Produkcja Nottz)
12. „The Heist” featuring Ghostface Killah, Raekwon & Rock Marciano – 4:16 (Produkcja Large Professor)
13. „A Trip Out Of Town” – 5:25 (Produkcja Nottz)
14. „How Much We Grew” – 4:54 (Produkcja Dj Shok)
15. „Here We Go Again” featuring Flipmode Squad] – 3:28 (Produkcja Just Blaze)
16. „We Comin' Through” – 2:59
17. „C’mon All My Niggaz, C’mon All My Bitches” – 2:54
18. „Make Noise” – 3:17 (Produkcja Rockwilder)
19. „Ready For War” featuring M.O.P. – 4:18 (Produkcja Busta Rhymes)
20. „Why We Die” featuring DMX & Jay-Z – 3:59 (Produkcja P. Killer Trackz)
21. „Anarchy” – 4:12 (Produkcja Nottz)
22. „Outro” featuring Baby Cham, Bolo, Spliff Star – 0:45